# 馬修斯山脈
馬修斯山脈是肯尼亞的山脈，位於該國中部，南北全長約150公里，最高點海拔高度2,688米，有刺柏屬和蘇鐵目的森林，是大象、黑犀牛和其他大型哺乳類動物的棲息地。
1°15′N 37°15′E / 1.250°N 37.250°E